# Vórtice de tanque agitador
La formación de vórtices en tanques agitadores es generalmente indeseada para los ingenieros químicos, es típico para los tanques de agitación que no contienen cortacorrientes (también llamados desviadores o deflectores). Los vórtices son formados por la fuerza centrífuga creada por el impulsor en un tanque agitador en forma cilíndrica. Un vórtice introduce gas o aire en el líquido que se está mezclando y esto puede ser indeseado para el material en cuestión.
En tanques agitadores cilíndricos se forman vórtices cuando la flecha que sostiene al impulsor se coloca en el centro del cilindro, es decir, del tanque.

## Utilidad del vórtice
La formación de un vórtice puede tener ventajas en algunos casos concretos como cuando se desea que el aire o el gas se mezcle, cuando se desea que la potencia del motor requerida sea menor que si se tuvieran cortacorrientes y si se desea utilizar el tanque para transferencia de calor. Si el vórtice alcanza la turbina, entonces la introducción de aire será mucho mayor.
El análisis de un vórtice requiere la adaptación de la ecuación de Navier-Stokes para coordenadas cilíndricas y principalmente depende del número de Reynolds (Re) y el número de Froude (Fr), expresados por número de Galileo.
{\displaystyle Ga=Re^{2}/Fr}

## Dimensiones de un vórtice
Las dimensiones de un vórtice en un tanque agitador dependen de las relaciones geométricas del cilindro como relación de Altura/diámetro, del tipo de impulsor (número de aspas, tipo, dimensiones, forma y ángulo) y de la cantidad de impulsores. 
Las dimensiones del vórtice están determinadas por el factor del vórtice Cv que depende del número de Reynolds, para números de Reynolds menores de mil, Re < 1000, Cv crece sostenidamente, y para Re > 1000, Cv tiende a ser constante.
La velocidad crítica a la cual un vórtice alcanza a las aspas del impulsor y por lo tanto comienza a introducir aire de forma importante en el sistema viene dado por: 
{\displaystyle h_{v,cr}=H-H_{s}-b_{2}/2}
donde:
H = altura del líquido, m
{\displaystyle H_{s}} = distancia desde el fondo al centro de las aspas, m
{\displaystyle b_{2}} = ancho de las aspas
En la práctica, se introduce aire incluso antes de llegar al vórtice crítico.
- Datos: Q6165834